# Mitología hinduista

Esvástica hindu.

El término mitología hindú se refiere colectivamente a un largo cuerpo de literatura del subcontinente indio (esencialmente, mitología y religión del hinduismo) que detalla la cosmología hinduista, y las vidas y los tiempos de personajes legendarios, y de las deidades hinduistas y de sus encarnaciones divinas en la Tierra; a menudo entremezcladas con discursos doctrinarios y éticos.

## Fundamentación
Aunque se clasifican a menudo como «mitología hindú» o «de la India», la etiqueta no capta la centralidad de las afiliaciones religiosas y espirituales de los textos, que perseveran en la actualidad para la mayoría de los hindúes.
Están repletas de largos discursos religiosos y se ven a menudo como fuente para la ética y la práctica hinduista.
Se debe notar que para quienes profesan las diferentes doctrinas hinduistas, al ser una religión viva (actualmente procesada), sus tradiciones e historias presentes en ellas no son consideradas mitología.
Un ejemplo paralelo sería llamar a la Biblia como un libro de mitología cristiana.
Entre los textos más importantes que se pueden encontrar conceptos "mitológicos", se encuentran los Puranás.
Otros trabajos importantes de la mitología hindú son las dos grandes epopeyas hindúes, el Ramaiana y el Majábharata (que incluye el texto Bhagavad Gita, muy sagrado en la India).
Mucha de la "mitología" hindú más que literalidad presente en la historia, tiene un objetivo más  simbólico y/o de parábola en la enseñanza de las diferentes denominaciones del hinduismo y en la Filosofía hindú presente en ellas.

## Conceptos mitológicos
- Deva (deidades o divinidades)
- Asura (demonios o deidades iracundas)
- Ráksasa (demonios)
- Preta (fantasmas hambrientos)
- Bhuta (fantasma)
- Daitias
- Pisacha
- Dánavas
- Iaksas
- Iaksis
- Kinnaras
- Nagas
- Vetalas
- Narada
- Kumaras
- Vimana
- Astra